# Gewehr 96

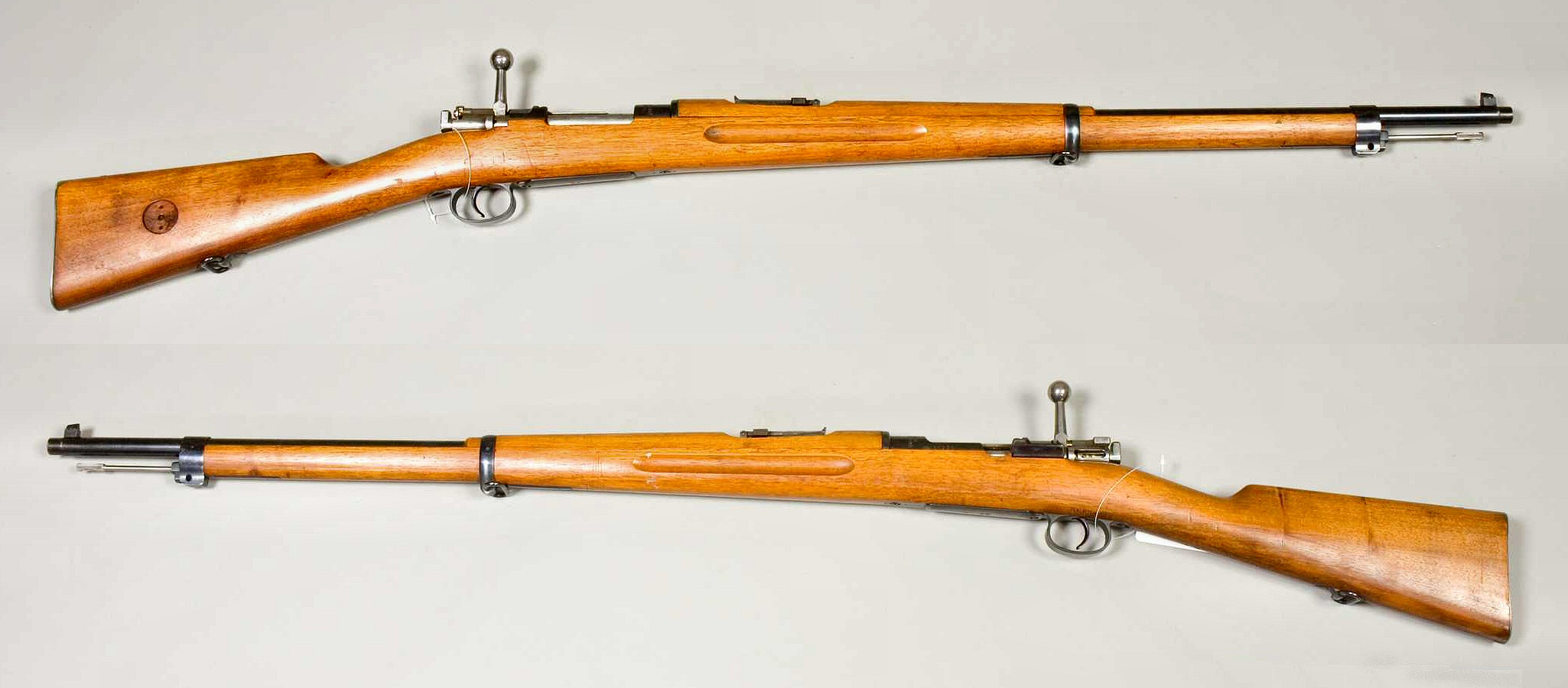
Fusil Mauser modèle 1896 suédois

La carabine Modèle 1894 et le fusil Mauser 1896 sont les premiers des Mauser Suédois : nom donné par les collectionneurs aux carabines de calibre 6,5 mm Mauser, à culasse adoptée par la Suède entre 1894 et 1960.
Les deux armes furent conçues avec le mécanisme Mauser à armement à la fermeture similaire à la Lee-Enfield contrairement au mécanisme d'armement à l'ouverture tel que sur la Mauser K98. La crosse est anglaise et le levier d'armement est droit.

## Fusil M96
Le modèle 1896 (M96) fut adopté par la Suède le 20 mars 1896. IL était conçu pour tirer la cartouche 6,5 × 55 mm adoptée par la Norvège et la Suède en 1893. Les premières armes furent fabriquées en Allemagne à l'usine de Mauser Obendorf. Le fabricant Carl Gustav prendra la relève. Les deux fabricants étaient tenus d'utiliser de l'acier suédois, jugé par ces derniers comme supérieur. La fabrication se poursuivra jusqu'en 1938.

## Carabine M38
Adoptée en 1938, elle était plus courte que les carabines d'infanterie tout en étant plus longue que celles de la cavalerie. Certaines M96 furent converties en M38, devenant des modèles M96/M38. Toutes les M38 furent fabriquées à Husqvarna Vapenfabrik (en) jusqu'en 1944. Les dernières M96 et M38 furent retirées officiellement de l'inventaire militaire en 1978.

## Fusil de précision M41
Adopté en 1941, c'est un fusil M96 muni d'une lunette de précision de fabrication allemande ou suédoise.

## Les Mauser suédois dans laGuerre de 1939-1945
En 1940, la Finlande acheta à la Suède 77 000 fusils Mauser M1896 de calibre 6,5 × 55 mm. Ils étaient principalement utilisés par les unités de deuxième ligne.  Les fusils modèle 1896 utilisés par la Finlande pendant la Seconde Guerre mondiale sont reconnaissables à un tampon portant les lettres SA (Suomen Armeija = Armée finlandaise) entourées d'un carré aux coins arrondis. La plupart des fusils furent renvoyés en Suède après la Seconde Guerre mondiale, mais certains restèrent en Finlande.

## Carabine moderne
Certains mauser suédois ont été transformés en 1963 par adoption d’un canon lourd, d’un dioptre et d’une crosse à poignée pistolet.
C’est le modèle M63, réputé très précis.
D’autres modèles ont été produits ultérieurement avec des crosses plus ergonomiques.
La cartouche de 6,5 55 est encore utilisée et plusieurs firmes produisent des armes chambrées dans ce calibre (ruger, colt, tikka, Sako...) et des armuriers fabriquent également des fusils à la demande en 6,5 55.

## Fiche technique
- Munition : 6,5x55 mm
- Longueur : 1,26 m (M96/M41) 1,12 m (M38) 0,95 m (M94)
- Canon :  0,74 m (M96/M41) 0,60 m (M38) 0,45 m (M94)
- Capacité du magasin : 5 coups
- Masse du fusil chargé : 3,99 kg (M96)

## Galerie

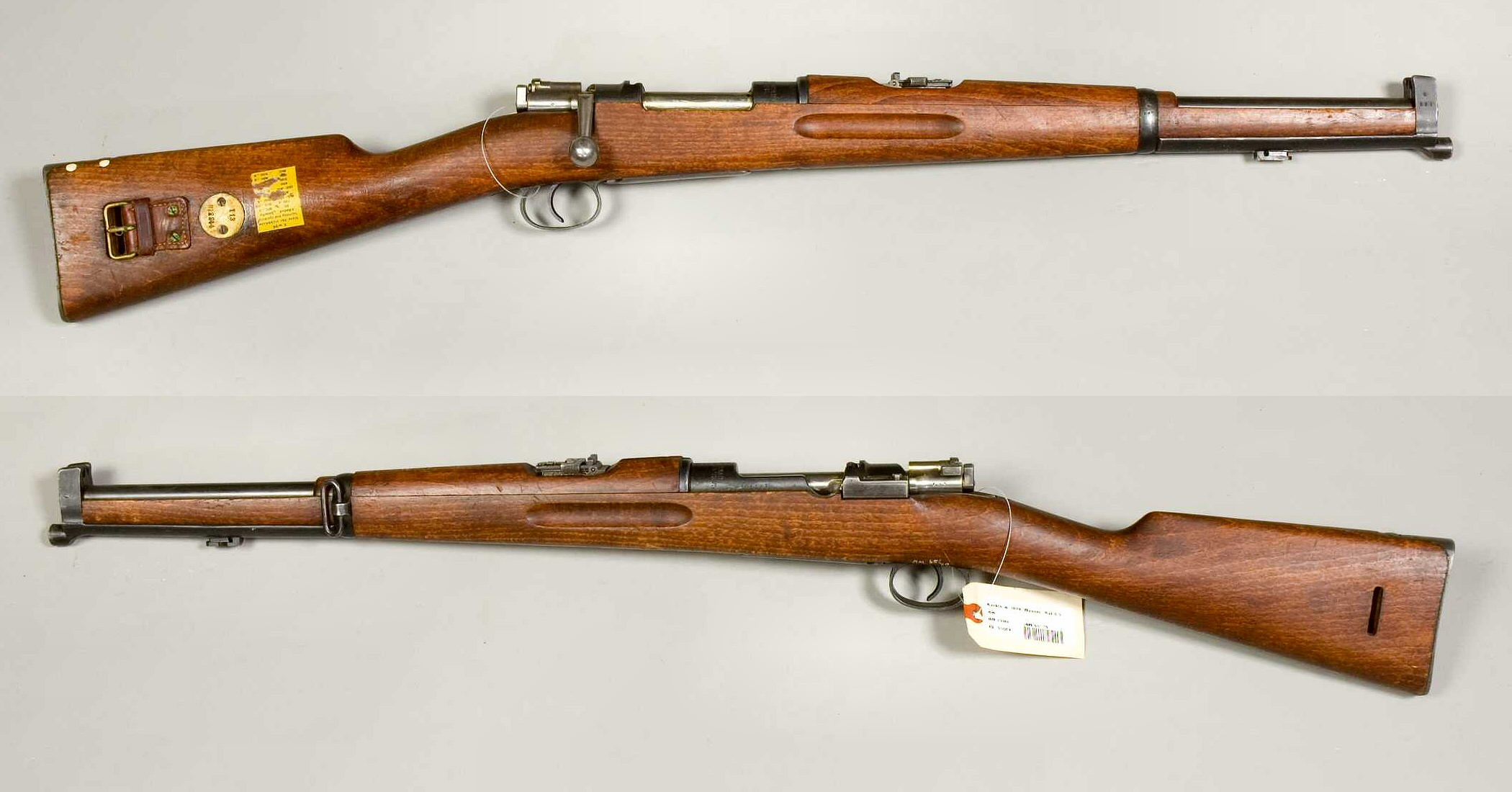
Carabine de cavalerie modèle 1894
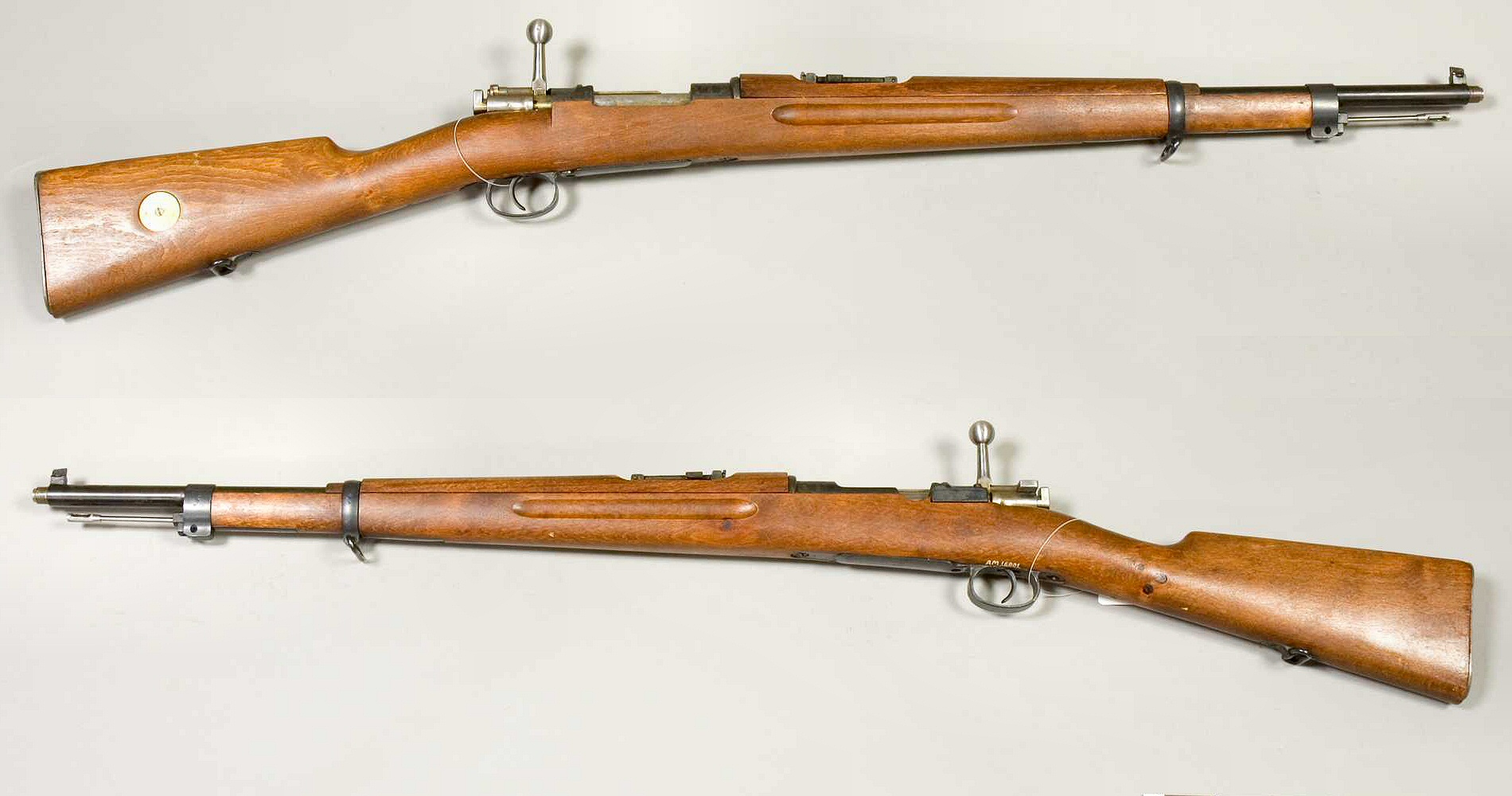
Carabine modèle 1938
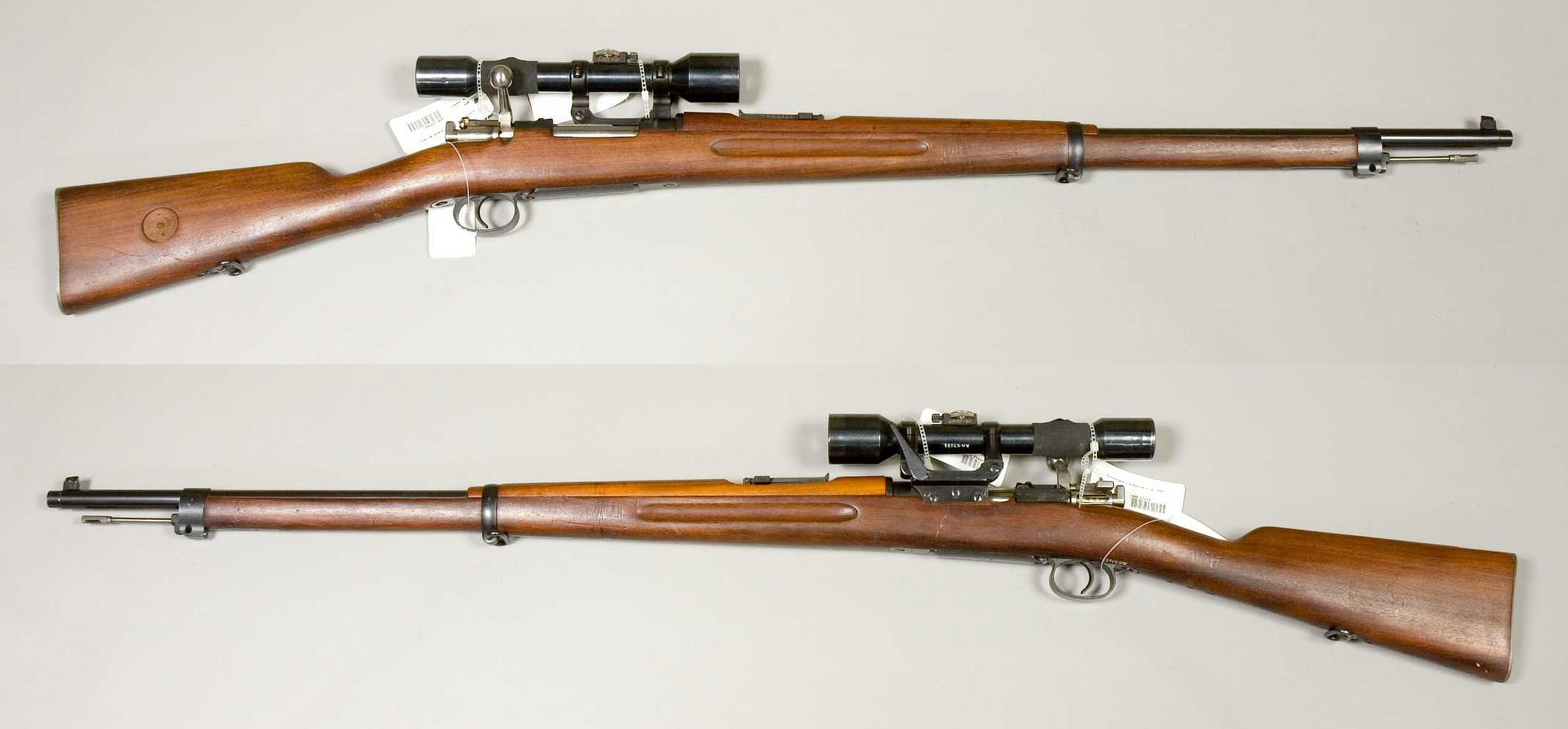
Fusil de précision modèle 1941

## Sources
- Luc Guillou, Mauser : fusils et carabines militaires, 2 tomes, éditions du Portail, 1997 et 2004
- Jean Huon, Le Mauser 98 et ses dérivés, Crépin Leblond, 2003